# Bellmanslindarna

Bellmanslindarna är en grupp lövträd bestående av fyra lindar vid sjön Magelungen i villasamhället Fållan, Huddinge kommun. Lindarna har fått sitt namn efter skalden Carl Michael Bellman som uppehöll sig här en sommar 1773.
| Bellmanslindarna 1925 och i januari 2012, i bakgrunden syns sjön Magelungen. |  | Bellmanslindarna 1925 och i januari 2012, i bakgrunden syns sjön Magelungen. |
| Bellmanslindarna 1925 och i januari 2012, i bakgrunden syns sjön Magelungen. |  |                                                                              |

Bellmanslindarna står vid husgrunderna efter hemmanet "Fållan" som var sommarnöje för stadsactuarius Magnus Zetterman med familj. Zettermans första hustru var släkt med Carl Michael Bellman, som 1773 tillbringade sommaren i huset. Fållans byggnader revs omkring 1840 efter att de stått obebodda några år (nuvarande bebyggelse är från 1900-talets början). 

## Bilder

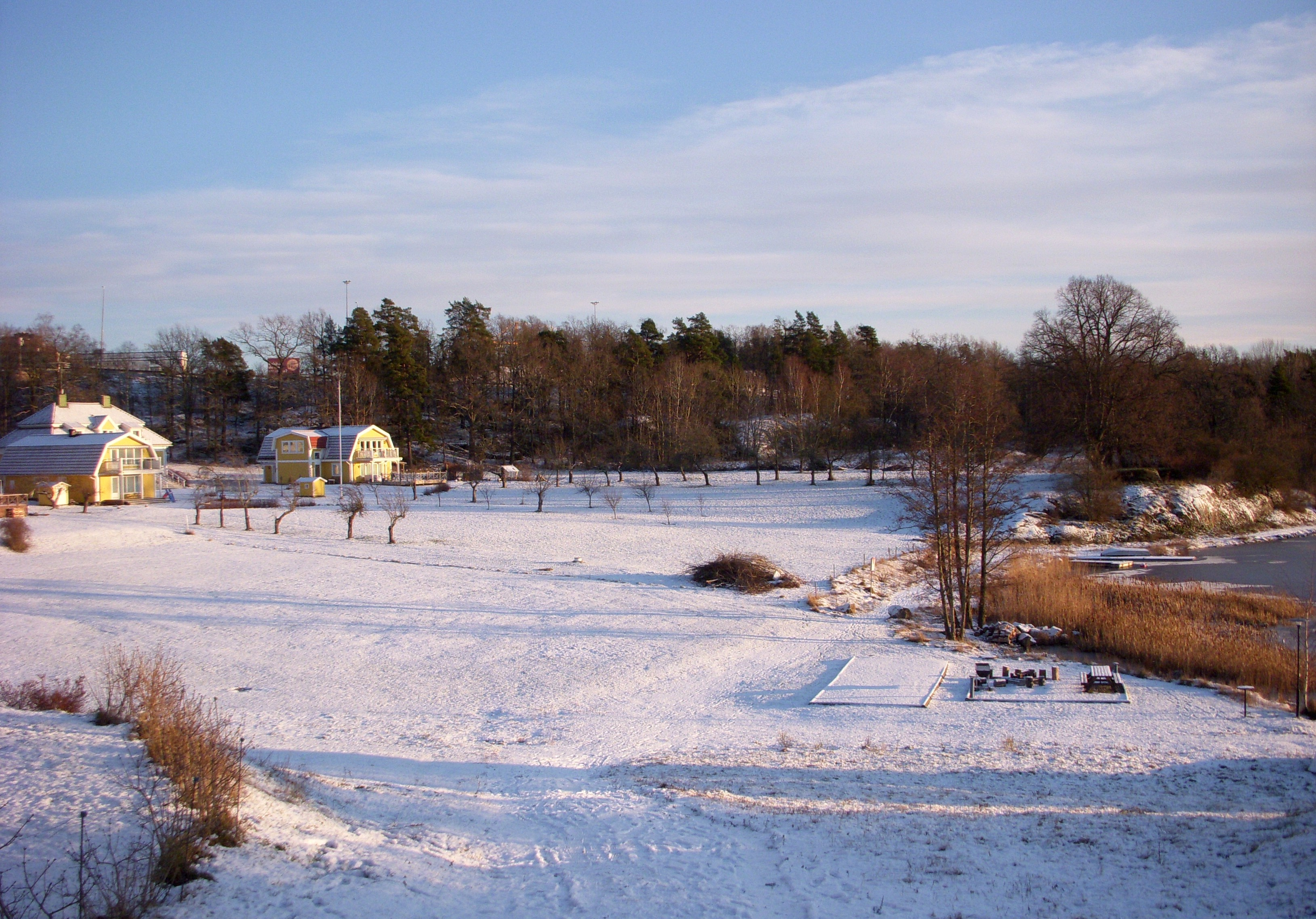
Solviks strand med Bellmanslindarna till höger mot vattnet
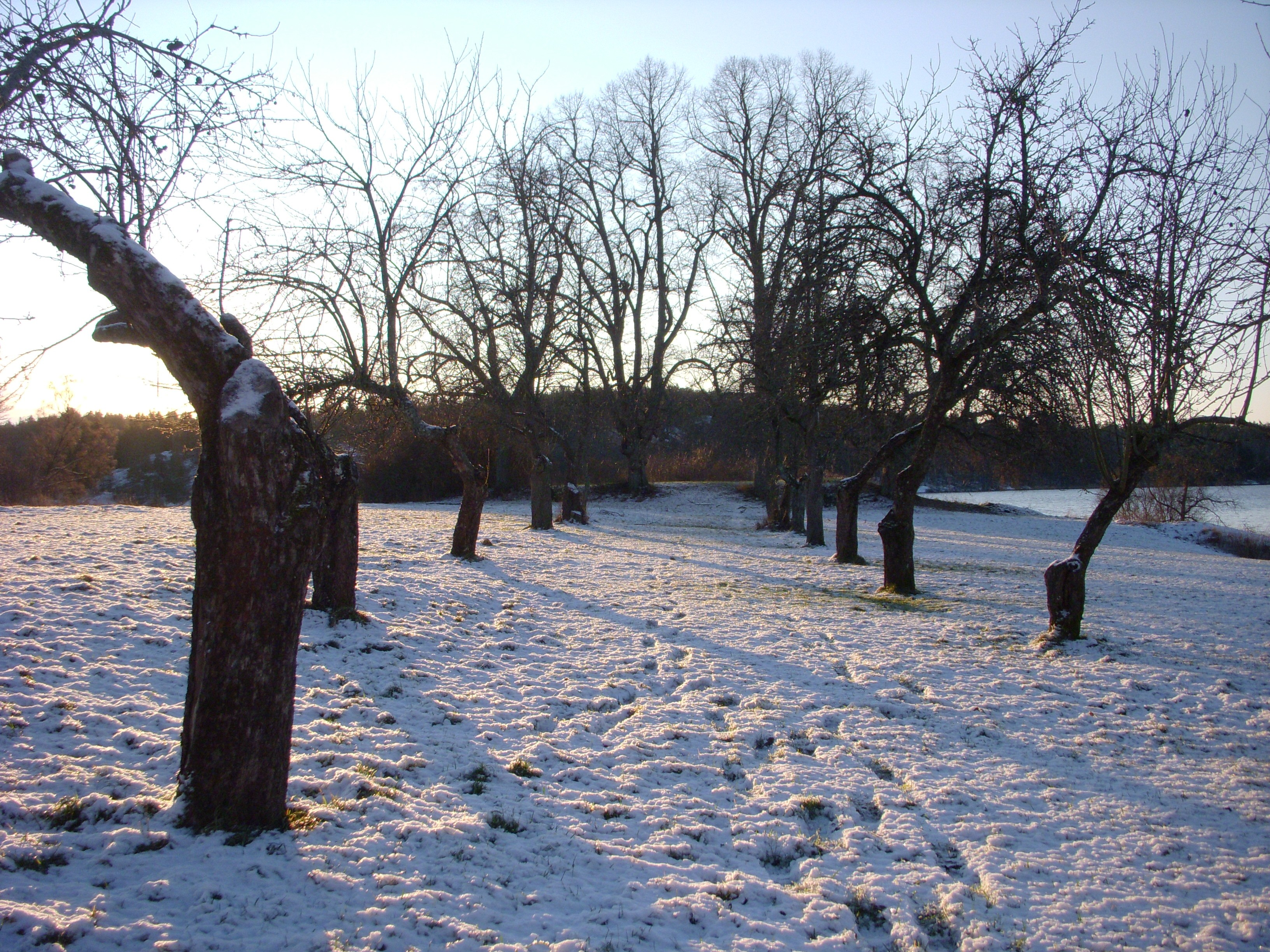
Resterna efter allén ner mot hemmanet Fållan
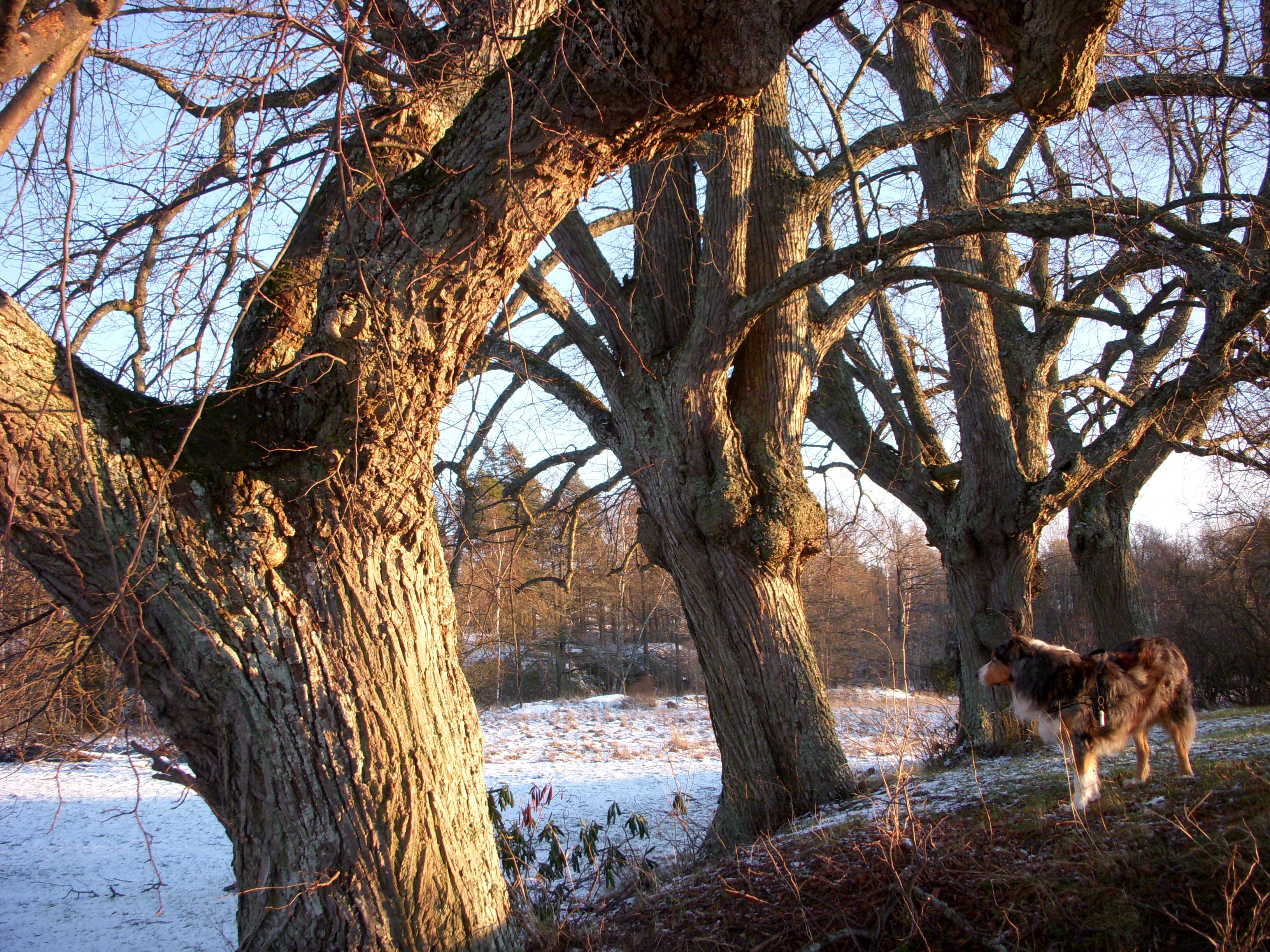
De fyra Bellmanslindarna i januari 2012
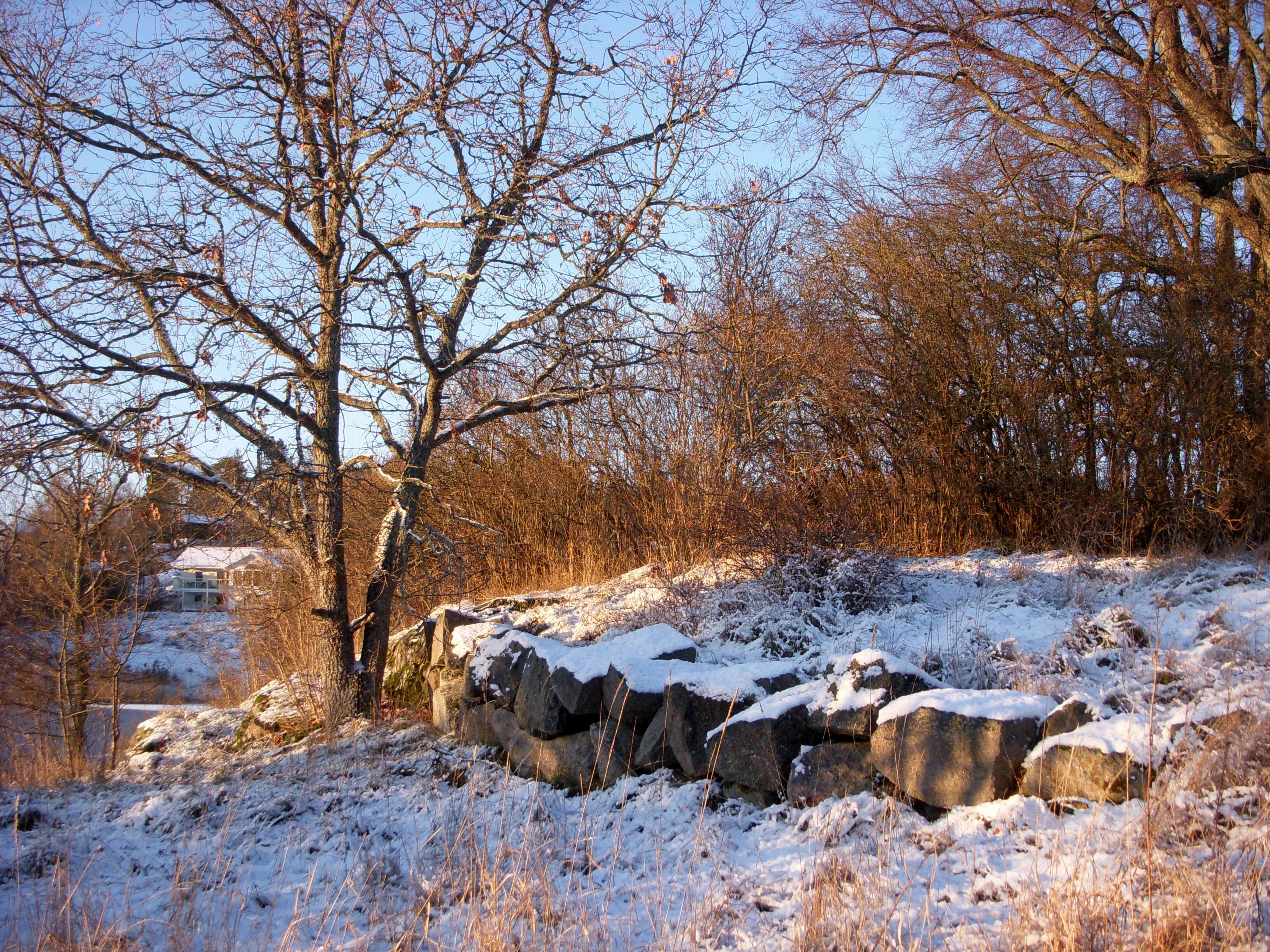
Husgrunden efter hemmanet Fållan